# Campeonato Africano de Ginástica Artística de 2009 - Resultados femininos
Os resultados femininos do Campeonato Africano de Ginástica Artística de 2009 contaram com todas as seis provas.